# Taoudenni
Taoudenni, ook Taoudeni, Taoudénit of Taudeni genoemd, is een plaats in het noorden van Mali. Het is de hoofdplaats van de gelijknamige regio Taoudénit. De plaats ligt afgelegen in de Tanezrouft, het zuidelijk deel van de Sahara, ongeveer 640 kilometer ten noorden van Timboektoe. De plaats dankt zijn bestaan aan de aanwezigheid van een zoutmijn, en tot 1988 was het ook een strafkolonie waar politieke tegenstanders van het Malinese regime werden ondergebracht.

## Geschiedenis
Taoudenni werd voor het eerst genoemd door de Marokkaanse geschiedschrijver Abd al-Sadi (1594 - na 1656) in diens werk Tarikh al-Sudan, waarin hij vertelt dat na de Marokkaanse aanval op het zoutmijncentrum van Taghaza (zo'n 150 km ten noordwesten van Taoudenni) een aantal mijnwerkers hun activiteiten in "Tawdani" voortzetten. Een van de eerste Westerlingen die in Taoudenni langskwamen was Édouard Cortier, die met een eenheid van het Franse kameelkorps, de Meharisten, langskwam en die een beschrijving van de mijnen optekende. Bij die gelegenheid was het enige gebouw dat hij aantrof de Ksar van Smida, met een slotmuur en een kleine ingang aan de westzijde. De ruïne van het Ksar is nog steeds zichtbaar, zo'n 600 meter ten noorden van de gevangenis. Cortier tekende ook een plattegrond van het ksar, deze werd in 1900 uitgegeven.
Het gebied waarin Taoudenni ligt is sinds april 2012 buiten bereik van de Malinese regering en heeft de onafhankelijkheid uitgeroepen na de staatsgreep die het bewind van Amadou Toumani Touré omverwierp. Zie Azawad.
In 2012 werd de regio Taoudénit afgesplitst van de regio Timboektoe en kreeg Taoudenni als hoofdstad. Maar deze maatregel kon pas in 2016 in de praktijk worden doorgevoerd en in dat jaar kreeg de regio zijn eerste gouverneur.

## Economie

### De zoutmijn
De omgeving van Taoudenni is al eeuwenlang bekend als een bron van kristalzout. Hier worden de fameuze zoutplaten met de hand uitgehouwen. Men vindt er heden ten dage een honderdtal arbeiders die het zout, zeer oude mariene sedimenten –Taoudenni ligt op de plaats van een oud zoutmeer– nagenoeg met de hand uithouwen. De meeste mijnwerkers werken om hun schulden die ze bij de karavaanexploitanten hebben af te lossen. Deze vorm van verplichte arbeid strekt zich uit van enkele maanden tot meerdere jaren, en vindt plaats onder uiterst barre omstandigheden. Een arbeider moet zo'n vier platen per dag uithakken om aan zijn schulden te kunnen voldoen.
Het uithouwen gebeurt met primitieve houwelen; hiermee worden kuilen van zo'n 5 bij 5 meter uitgegraven, tot een diepte van zo'n vier meter. De mijnwerkers verwijderen eerst anderhalve meter rood klei sediment, vervolgens enkele lagen van kwalitatief laagwaardig zout om vervolgens op drie lagen kwalitatief hoogwaardig zout uit te komen. Het zout wordt uitgehakt in platen van zo'n 110 cm x 45 cm en 5 cm dikte, die per stuk zo'n 30 kilo wegen. Twee van de zoutlagen zijn dik genoeg om er twee platen uit te halen, in totaal kunnen er dus vijf platen uit de drie lagen gehaald worden.
Als iedere groeve uitgeput raakt graaft men een volgende. Bij het graven komt bijna veertig keer zoveel afval vrij als er aan zout wordt gewonnen. Als gevolg van de mijnbouwactiviteiten door de eeuwen zijn er nu enkele duizendenden groeves in het landschap te herkennen. De activiteit is in drie verschillende gebieden rond Taoudenni terug te vinden. Oorspronkelijk werd er gegraven bij de brakwaterbronnen van Ksar Smeïda. Later werd de productie verplaatst naar de zeer onherbergzame heuvels van Agorgot, ongeveer 5 kilometer ten zuidwesten van Taoudenni.
In de periode 2007-2008 waren er zo'n 350 teams van mijnwerkers, waarbij ieder team bestond uit een ervaren mijnwerker die twee arbeiders overzag; een totaal van zo'n 1000 man. De mijnwerkers waren in dat jaar actief van oktober tot april, om de heetste maanden te mijden, waarin tien mannen overzomerden.

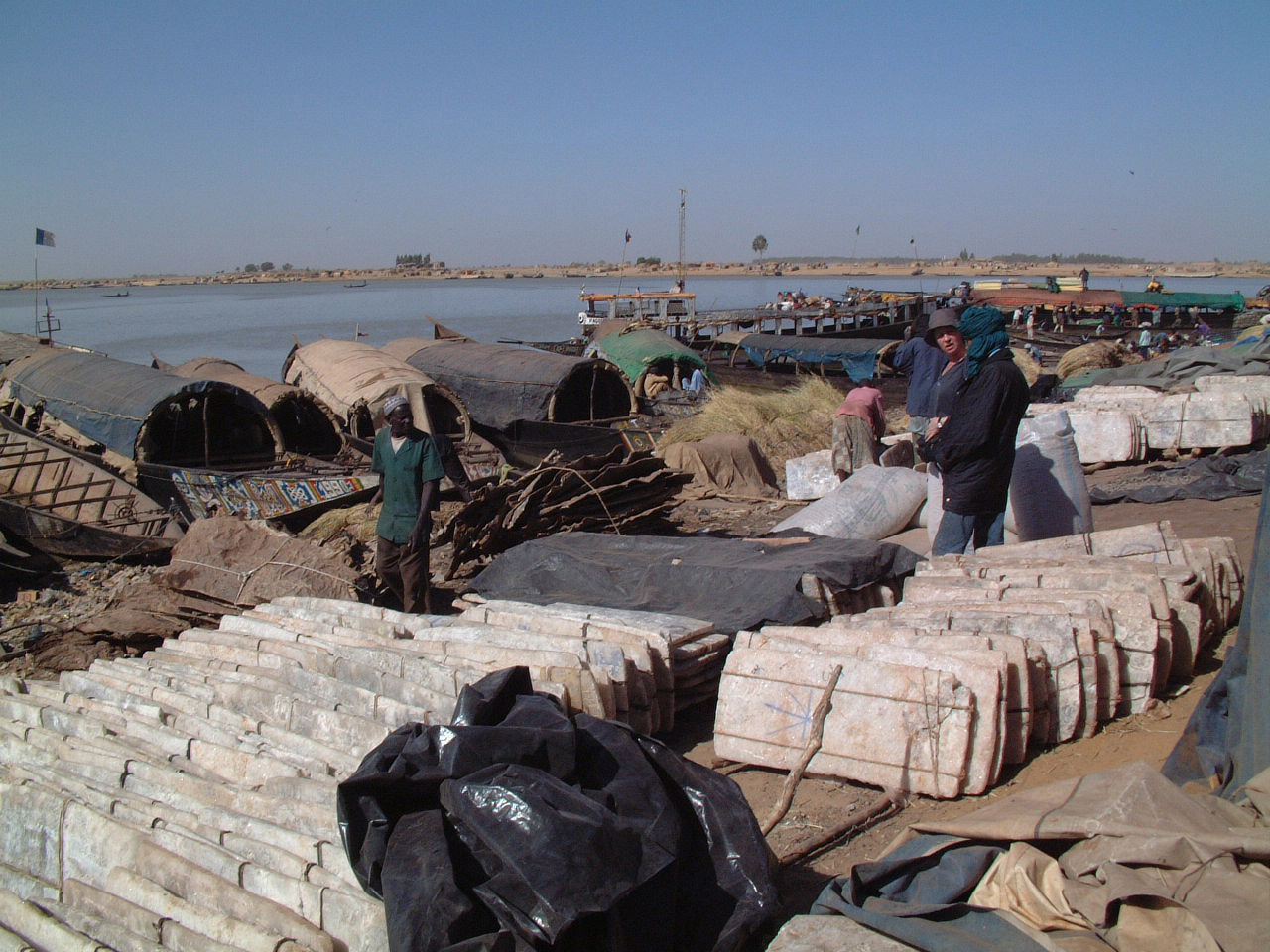
Het uitladen van de zoutplaten uit Taoudenni in de haven van Mopti (Mali)

### De Azalaï
De zoutplaten worden enkele malen per jaar per karavaan naar de markten van West-Afrika gebracht. Deze karavanen, die in het Tamasheq Azalaï worden genoemd, bestaan uit zo'n honderd of meer dromedarissen, onder leiding van een clanhoofd van een Touaregstam. De mijnwerkers mogen meerijden, op de conditie dat ze zichzelf onderhouden en de anderen niet tot last zijn tijdens de reis. De karavanen verplaatsen zich, navigerend op de sterren, met een snelheid van zo'n 40km per dag, waarbij er zo'n 10 uur gereisd wordt, vooral 's ochtends vroeg en 's avonds laat om de verzengende hitte van de dag te ontlopen. De zouttransporten vinden tegenwoordig ook per terreinvoertuigen plaats, maar er vertrekken nog immer traditionele karavanen.

## De gevangenis
In 1969 werd door het bewind van Moussa Traoré een militair kamp en een strafgevangenis ingericht, waar politieke tegenstanders van het regime werden ondergebracht. De gevangenis sloot in 1988. De gevangenen werden verplicht in de mijnen te werken, velen overleefden het niet. Oostelijk van de ruïnes van de gevangenis ligt een begraafplaats met zo'n 140 individuele graven, waarvan slechts een tiental van namen voorzien zijn.
Hier zijn onder anderen begraven:
- Yoro Diakité, premier na de coup van 19 november 1968; hij overleed in 1973
- Tiécoro Bagayoko, aanvoerder van de veiligheidsdienst van 1968 tot 1978, hij overleed in augustus 1983

## Klimaat
Taoudenni (en geheel noordelijk Mali) kent een heet woestijnklimaat. De maximumtemperatuur overdag komt van mei tot en met september dagelijks boven de 40°C uit en ligt in juli rond de 48°C; in de nachten blijft het dan rond 30°C. In december en januari is het overdag tussen 20 en 25°C. De jaarlijkse hoeveelheid neerslag ligt rond de 20 mm. Deze valt grotendeels in juli t/m september als een enkele bui vanuit de tropen tot dit gebied doordringt.